# Emil Boc
Emil Boc (n. 1966) es un político rumano, primer ministro de su país desde el 22 de diciembre de 2008 hasta el 6 de febrero de 2012. Fue también alcalde de Cluj-Napoca entre el 12 de julio de 2004 y el 5 de enero de 2009.
El 13 de octubre de 2009 perdió una moción de censura tras haber abandonado la coalición de gobierno el Partido Socialdemócrata. Lucian Croitoru, apoyado por el presidente Traian Basescu y el partido de Boc, y Klaus Johannis, alcalde de Sibiu apoyado por el Parlamento, son los principales candidatos para sustituirle. Mientras se elige un nuevo gobierno Boc ocupó el cargo de primer ministro de forma interina.
En el año 2004, en un programa de TV de su país natal, Rumania, tuvo un accidente que lo marco para toda su vida. Se hizo conocido mundialmente ya que se cayó de una altura aprox. de 3 m.
Basescu, tras ser reelegido en diciembre de 2009, confirmó a Boc en el cargo para que formara un nuevo gobierno. La oposición calificó la elección de Boc como una oportunidad perdida para la reconciliación nacional.